# فستان الزفاف

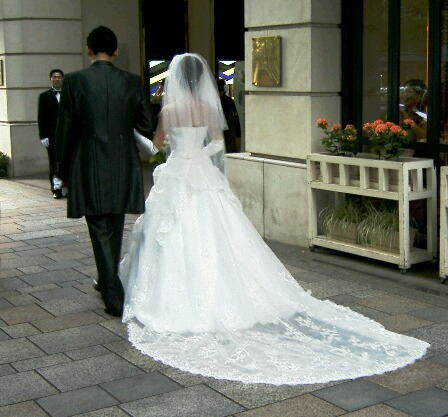

فستان الزفاف هو ملبس أو رداء العروس في زفافها، ويختلف اللون والتصميم ومظاهر الاحتفال تبعا لدين وثقافة العروسين.
وتتنوع أشكاله حسب عادات وتقاليد كل أسره وكل فئة من المجتمع وديانتها.

## حسب الثقافة الغربية

### تاريخيًا
بدأت مراسيم الزفاف في الفترة التي تلت العصور الوسطى تتخذ شكلا أكبر من ارتباط شخصين بل تعداه لارتباط عائلتي العروسين، أو ارتباط مهنتين أو حتى بلدين عن طريق هذا الزواج. وكان الكثير من مراسيم الزفاف تتبع السياسة وتمثل موقفا سياسيا أكبر من موضوع الحب، خصوصا بين العوائل النبيلة والمجتمعات الراقية. لذلك أصبحت العروس ترتدي فستان زفاف يُعبر عن عائلتها لانها لا تمثل نفسها فقط في الزفاف. وكانت العروس التي تنحدر من عائلة غنية تميل لاختيار ألوان غنية وملابس مصنوعة خصيصا للمناسبة. وكان من المعتاد أن ترتدي العروس ألوان جريئة وطبقات من الفرو والحرير.

### اللون الأبيض
إن اختيار اللون الابيض  يعود إلى اسكتلندا عندما تزوجت ماري ملكة اسكتلندا زوجها الأول فارنسس دوفن ملك فرنسا عام 1559 ارتدت فستان أبيض لانه اللون المفضل لديها على الرغم من أن اللون الأبيض كان يعتبر اللون الذي يُلبس في المآتم عند الفرنسيين في ذلك الوقت. لكنها تاريخيا تعتبر فيليبا الإنكليزية أول أميرة في التاريخ ترتدي الفستان الأبيض في زفاف ملكي وارتدت قلنسوة بيضاء أيضا من الحرير.
لم يصبح اللون الأبيض خيارا اجتماعيا حتى عام 1840 بعد زواج الملكة فكتوريا من ألبيرت. اختارت اللون الأبيض لكي تبين التطريزات التي تملكها. وتم نشر لوحة الزفاف وهي ترتدي هذا الفستان فبدأت كثير من السيدات تختار اللون الأبيض مقتديات بالملكة فكتوريا.
رغم محاولة بعض المصممين إدخال عدة ألوان عليه إلا أن اللون الأبيض ظل هو السائد، لأن له عدة دلالات منها: الصفاء والنقاء، كما أنه أصبح يرتبط في الذاكرة بالفرح ويجعل العروسة تبدو كالملاك أو الأميرة.
وهناك قصة طريفة أخرى تفيد بأنه في أثناء الحروب قديما كانت القبائل التي تريد الاستسلام ترفع راية بيضاء، وانتقل هذا التقليد إلى الزواج، فعندما يتقدم العريس إلى أهل العروس، فإذا وافقو عليه ترتدي الفتاة فستاناً أبيض كرمز لقبولها وأهلها بالعريس.

### حاليا
حاليا ترتدي العروس في حفلات الزفاف الغربية اللون الأبيض الذي قد يحتوي على خطوط لبنية مثل قشر البيض، الايكرو والعاج. في أوائل القرن الحادي والعشرين، كان حوالي 75٪ من فساتين الزفاف في السوق بلا أكمام وبدون حمالات. تفضل العرائس الأخريات أنماطًا أكثر تواضعًا مع الأكمام، والرقبة المرتفعة، والظهر المغطى. تحتوي معظم فساتين الزفاف اليوم إما على ظهر برباط أو ظهر بسحاب. يمكن أيضًا أن تكون فساتين الزفاف طويلة أو قصيرة، حسب نوع الزفاف. العديد من الفساتين الاحتفالية الغربية مشتقة من أزياء الطقوس المسيحية، لذلك كان مطلوبًا تقليل أجزاء الجسم المكشوفة. استجابة لهذا الاتجاه، غالبًا ما يُرتدى مع الفساتين بلا أكمام أو بدون حمالات قفازات بيضاء طويلة.

## حسب الثقافة الشرقية

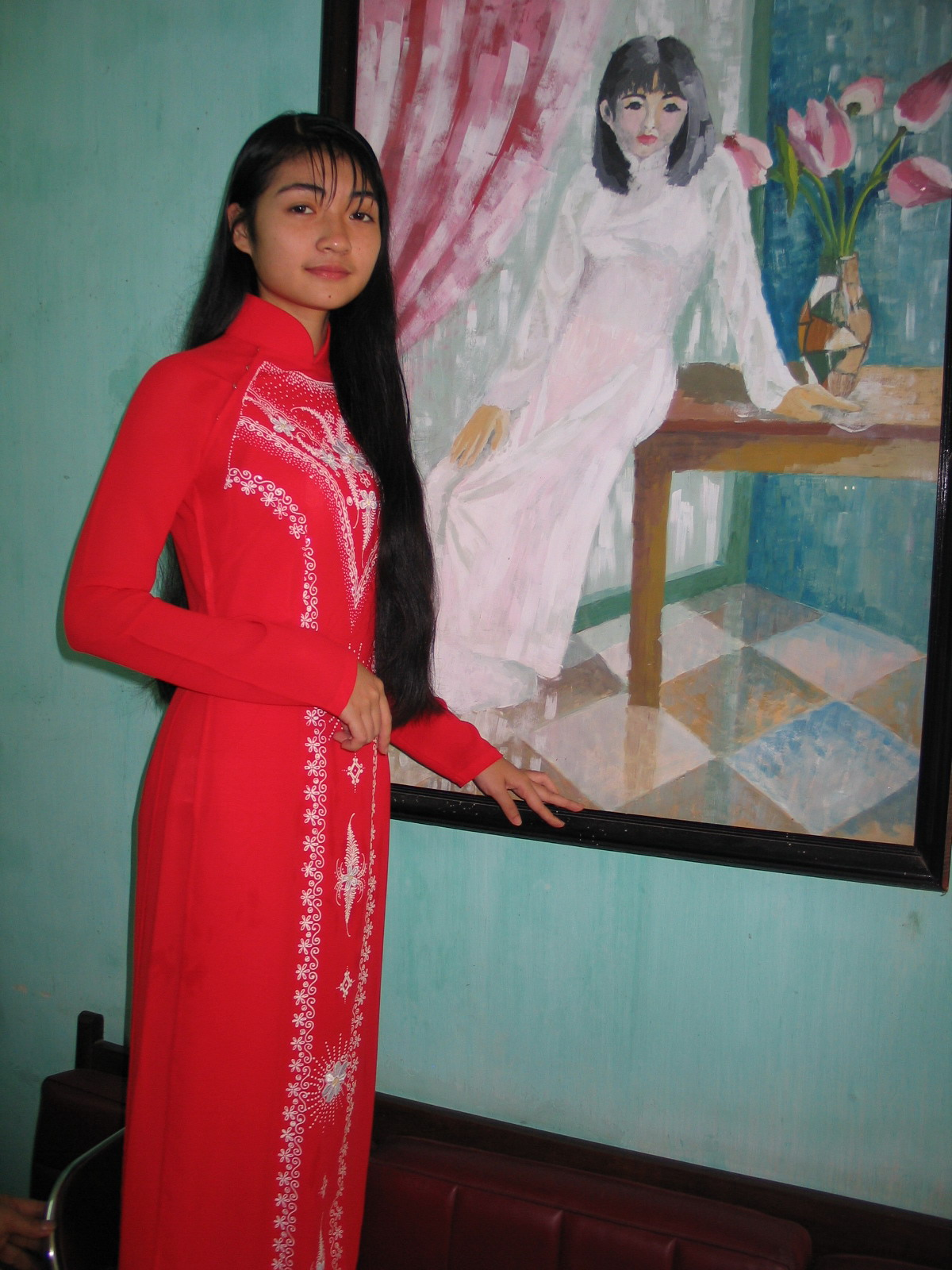
فستان الزفاف الفيتنامي

اللون الأحمر هو اللون السائد في فساتين الزفاف في الصين والهند وفيتنام لأنه لون الحظ الجيد والتفاؤل. لكن حاليا ممكن أن تختار العروس ألوان غير الأحمر. وفي الجزائر تختار العروس لباسا أبيض اللون أيضا لجرئته مع غطاء كبير يوضع على كامل اللباس يسمى البرنوس.